# Мынбаев, Тимур Каримович
Тимур Каримович Мынба́ев (4 октября 1943, Алма-Ата — 15 апреля 2011, Москва) — советский и российский дирижёр, композитор, музыковед, профессор. Заслуженный деятель искусств Казахской ССР. Сын учёного-селекционера Карима Мынбаева.

## Биография
Происходит из подрода тока рода куандык племени аргын. Окончил ЛГК имени Н. А. Римского-Корсакова по двум специальностям: хоровое дирижирование (класс профессора Е. П. Кудрявцевой) и композиция (класс профессора И. Я. Пустыльника). В 1976 году окончил там же аспирантуру по теории музыки (рук. И. Я. Пустыльник). Преподаватель в музыкальном училище при Ленинградской консерватории (1966—1972), а также в самой Ленинградской консерватории (1972—1973). Автор статей по музыкально-теоретическим вопросам, в том числе «Заметки об имитационной технике Бенджамина Бриттена» (в кн.: Музыкознание. Алма-Ата, 1976), «О фуге в творчестве Бенджамина Бриттена» (в кн.: Музыкознание. Алма-Ата, 1977).
Многие годы работал дирижёром Государственного симфонического оркестра РК. Совмещал дирижёрскую, композиторскую и музыковедческую деятельность. Его перу принадлежат опера и балет, симфония и симфонический кюй, соната и квартет, оратория, вокально-хоровые циклы, камерные и джазовые сочинения. В своих произведениях творчески следует традиции композиторских школ прошлого и настоящего. Важным истоком творчества Мынбаева стал казахский национальный фольклор. Через народную песню пришла в произведения Мынбаева широкая кантиленная мелодия, придавшая музыке особую свежесть и колорит.
Дирижировал оперными спектаклями в Большом и Мариинском театрах, оркестрами ГАСО, БСО, МГФ, Петербургской, Екатеринбургской, Саратовской, Самарской, Ярославской филармоний; выезжал на гастроли в города Украины, Молдовы, Латвии, Литвы, Эстонии, Польши, Болгарии, Австрии, Югославии, Швейцарии, Германии, Швеции, Финляндии и Кореи.
В творческом активе Т. К. Мынбаева более двадцати записанных грампластинок и компакт-дисков, выступления на самых престижных музыкальных фестивалях — «Московская осень», «Белые ночи», «Весна в Лугано», «Хельсинкское лето», «Варшавская осень», работа с фирмами ВВС (Великобритания), «Дойче граммофон» (Германия), «Арт Электроник» (Россия—США), «Аврора» (Норвегия) и др.
В последние годы работал художественным руководителем и главным дирижёром симфонического и камерного оркестров РАМ им. Гнесиных в Москве.
Дочь — Ева Мынбаева (1970—2014), альтистка, работала в МГК им. П. И. Чайковского.

## Сочинения
- Соната для скрипки и фортепиано (1970);
- Струнный квартет (1971);
- Квартет для 4ёх тромбонов (1971);
- Цикл на слова немецких поэтов для хора (1971);
- Поэма «Бесы» на слова А. Пушкина для хора и литавр (1972);
- Оратория для хора и симфонического оркестра на слова А. Пушкина (1972);
- Кюй Кара кожа для камерного оркестра (1973);
- Романсы для голоса и фортепиано на слова А. Пушкина (1973), Г. Аполлинера (1973);
- Языческая песня (слова нар., 1973);
- Джазовые пьесы, в том числе Остинато (1974);
- Опера «Веселый городок» (либретто собств., 1974);
- Увертюра для симфонического оркестра (1974),
- Кюй Туремурат (1974);
- Симфония для струнного оркестра (1975)
- Балет Фрески.

Профессор по классу дирижирования.

## Награды и премии
- заслуженный деятель искусств Казахской ССР
- лауреат Всероссийского и Международного конкурсов. Член Союза Композиторов России. Член «Русского музыкального товарищества»
- премия Ленинского комсомола (1978) — за высокое исполнительское мастерство

«Артистизм и мощный темперамент дирижера покоряют сразу»
С. Губайдуллина

«Один из лучших дирижеров, с которыми мне приходилось работать»
Э. Денисов